# Линия M4 (Будапештский метрополитен)
Линия M4 — линия Будапештского метрополитена. Первый участок от станции «Келенфёльд вашуталломаш» до «Келети пайаудвар» открылся 28 марта 2014 года. Длина линии составляет 7,4 км, на ней расположены 10 станций. 
Линию обслуживают составы фирмы Alstom.

## Строительство
Линию начали строить ещё в XX веке. Основной её задачей было решение транспортных проблем крупного «спального» района Будапешта Келенфёльд, расположенного в юго-западной части венгерской столицы. Линия была призвана связать его с центром города и другими линиями метро.
Строительство линии шло с большими трудностями и регулярно прерывалось из-за недостатка финансирования. Ввод в строй первого участка первоначально планировался на 2003 год, затем сроки многократно сдвигались. Открытие состоялось 28 марта 2014 года. Строительство первого участка четвёртой линии обошлось в 366 миллиардов форинтов (~1,2 миллиарда евро).

## Планы развития
Запланировано строительство второго участка из 4 станций от «Келети пайаудвар» до «Босняк тер». Предполагалось, что он будет введён в строй в 2017 году, однако реализация проекта подвергается сомнениям как по финансовым причинам, так и из-за критики всей концепции.
Дальнейшее развитие линии пока находится в стадии предварительного проектирования, предполагается, что после ввода второго участка линия будет продлена до границы города на юго-западе до станции «Мадархедь».

## Пересадки
| Линия | Со станции       | На станцию       |
| ----- | ---------------- | ---------------- |
|       | Келети пайаудвар | Келети пайаудвар |
|       | Кальвин тер      | Кальвин тер      |

## Станции
- «Келенфёльд вашуталломаш»
- «Бикаш парк»
- «Уйбуда-кёзпонт»
- «Мориц Жигмонд кёртер»
- «Сент-Геллерт тер»
- «Фёвам тер»
- «Кальвин тер» пересадка на линию M3 станции «Кальвин тер».
- «Ракоци тер»
- «II Янош Пал папа тер»
- «Келети пайаудвар» пересадка на линию M2 станции «Келети пайаудвар» и железнодорожный вокзал Келети.

## Фотографии

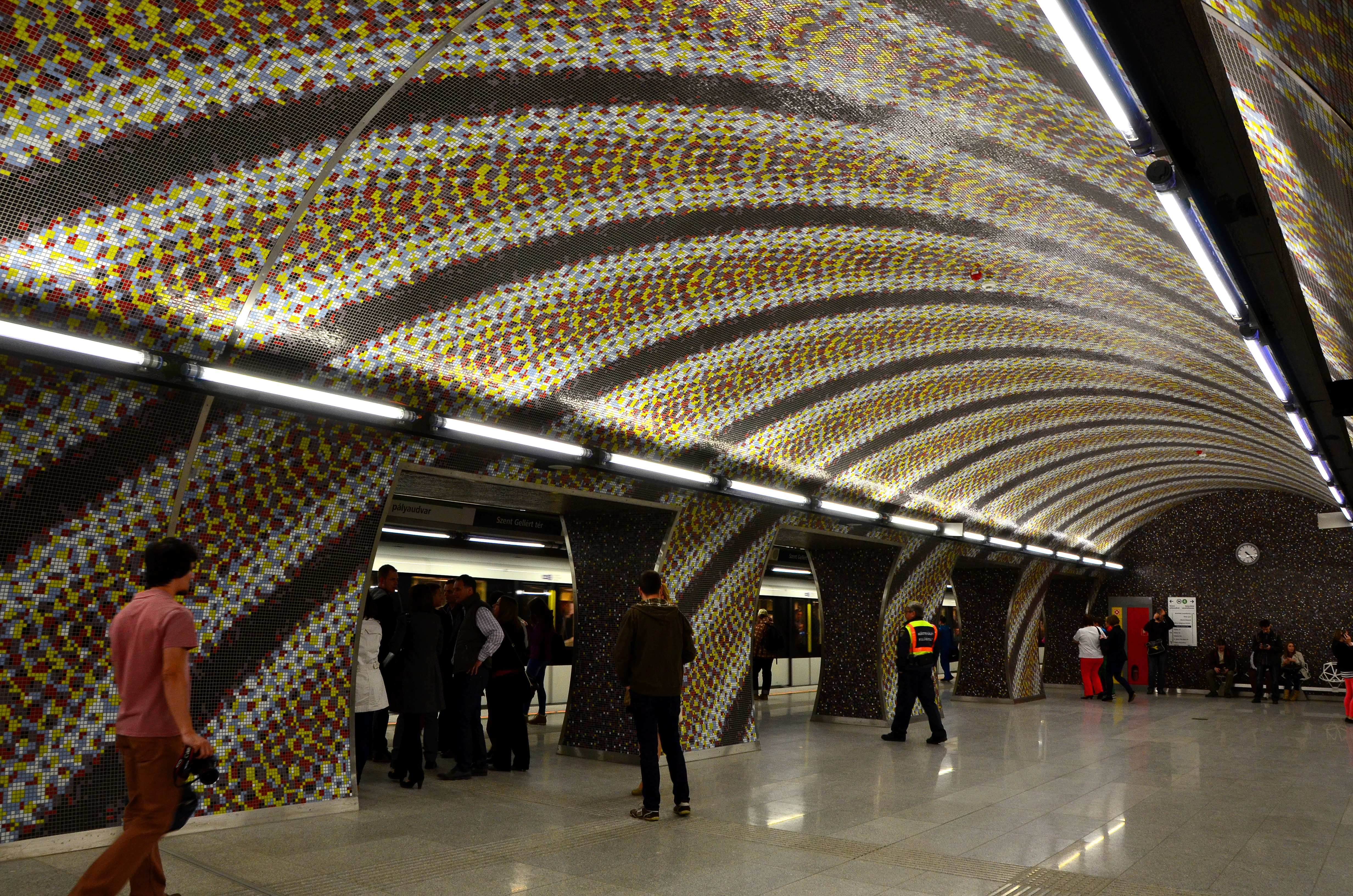
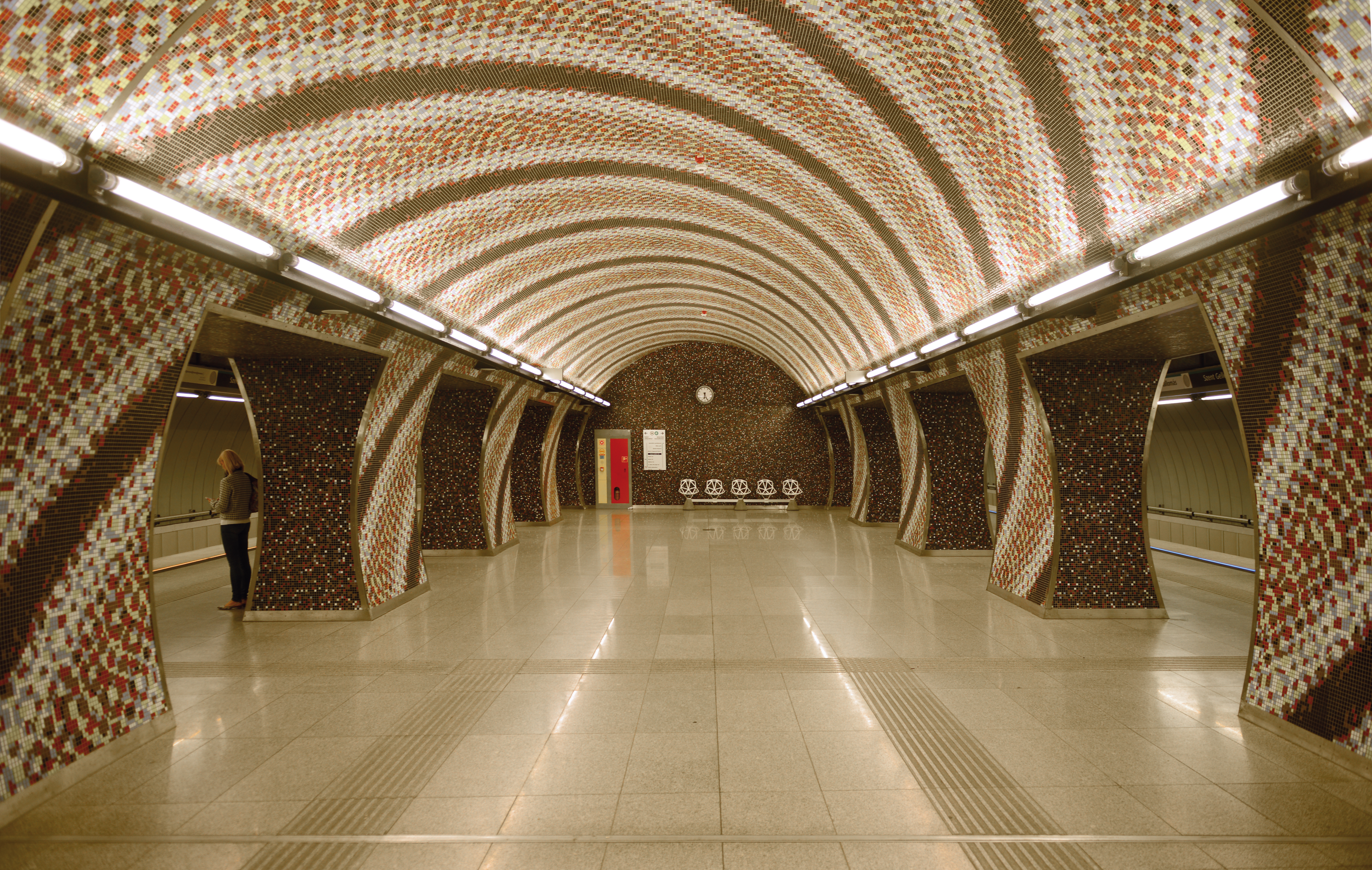
Станция Сент-Геллерт тер